# 7450 Shilling
7450 Shilling este un asteroid din centura principală, descoperit pe 24 iulie 1968, de G. A. Plyugin, Yu. A. Belyaev.